# ألما روج
ألما روج (بالألمانية: Alma Rogge)  (و. 1894 – 1969 م) هي مؤلفة، وكاتِبة ألمانية، توفيت في بريمن، عن عمر يناهز 75 عاماً.

## وصلات خارجية
- ألما روج على موقع IMDb (الإنجليزية)
- ألما روج على موقع مونزينجر (الألمانية)
- ألما روج على موقع كينوبويسك (الروسية)

- ألما روج في قاعدة بيانات الأفلام على الإنترنت